# カントリー娘。
カントリー娘。（カントリーむすめ、略称：カン娘、かんむす）は、ハロー!プロジェクトに存在していた女性アイドルグループ。『ASAYAN』で結成された、ハロー!プロジェクトの創設期のグループの1つである。
2014年11月5日に、ユニット名が「カントリー・ガールズ」（Country Girls）に改められた（後述）。

## 概要
カントリー娘。は、当時プロデュース担当の田中義剛が経営する酪農を中心とした農場の花畑牧場で働きながら芸能活動をする半農半芸をコンセプトとして1999年に結成された。2003年に芸能活動を中心にする為に拠点を東京へ移したことに伴いプロデュースが田中義剛からつんく♂へ移る。以降も年に一度は花畑牧場でイベントが実施されていたが、2006年は恒例の花畑牧場ではなく軽井沢でイベントが実施される等、牧場との関係は希薄になった。
2007年にあさみとみうなが卒業し、メンバーが里田まいの一人だけとなり、ユニット活動は休止状態であったがカントリー娘。自体は存続した。
2014年、里田がスーパーバイザーに就任するとともに、翌年に無期限活動停止となったBerryz工房の嗣永桃子がプレイングマネージャーとして参加、さらにハロプロ研修生から選出された2名、同年に実施された「モーニング娘。'14 ＜黄金(ゴールデン)＞オーディション」の（落選した）応募者から選出された3名を加えた計6名が加入し、「世界に通用するグループに成長するように」という意味を込め、ユニット名をカントリー・ガールズに改称して再始動した。

## メンバー
| 名前                   | 生年月日              | 出身地       | 加入日       | 在籍日数                   | 備考                                                              |
| ---------------------- | --------------------- | ------------ | ------------ | -------------------------- | ----------------------------------------------------------------- |
| 里田まい (さとだ まい) | 1984年3月29日（41歳） | 北海道札幌市 | 2002年1月2日 | 4689日 （12年10か月と2日） | 2014年11月5日、カントリー・ガールズのスーパーバイザーに就任した。 |

### 卒業および脱退メンバー
| 名前                         | 生年月日                                       | 出身地         | 加入日        | 在籍日数                  | 備考 |
| ---------------------------- | ---------------------------------------------- | -------------- | ------------- | ------------------------- | --- |
| 柳原尋美 (やなぎはら ひろみ) | 1979年10月19日 （1999年7月16日死去〈19歳没〉） | 千葉県         | 1999年4月27日 | 80日 （2か月と19日）      | デビュー直前の1999年7月16日に、レッスンのため田中義剛の牧場へ オフロード車（具体的には全地形対応車）で向かう途中、運転中の操縦ミスにより、横転。単独事故により急逝。 これにより事実上、一連のハロー!プロジェクトのメンバーとしては 最初にして現時点では、唯一の鬼籍者（死別者）となった。 なお、歴代ハロプロメンバーとしては元スマイレージ（後のアンジュルム） サブメンバーだった小数賀芙由香に次いで在籍日数が短かった。 |
| 小林梓 (こばやし あずさ)     | 1977年1月30日（48歳）                          | 東京都         | 1999年4月27日 | 118日 （3か月と27日）     | 初代リーダー。 カントリー娘。以前からCMなどの活動歴があり現在ソロで活動している。 1999年8月23日グループ離脱。 |
| りんね                       | 1981年2月6日（44歳）                           | 北海道札幌市   | 1999年4月27日 | 1265日 （3年5か月と14日） | 2代目リーダー。本名・戸田鈴音（とだ りんね）。 一時期ソロユニットで活動。2002年10月13日グループ卒業。 |
| あさみ                       | 1984年7月17日（41歳）                          | 北海道苫小牧市 | 2000年5月1日  | 2463日 （6年7か月と28日） | 3代目リーダー。 本名・木村麻美（きむら あさみ）。2007年1月28日卒業。 |
| みうな                       | 1987年2月12日（38歳）                          | 静岡県菊川市   | 2003年4月27日 | 1372日 （3年9か月と1日）  | 本名・斎藤美海（さいとう みうな）。2007年1月28日卒業。 |

#### 備考
りんね、あさみ、里田の3名が在籍していた当時、里田だけがフルネームだった理由は、つんく♂が「りんね、あさみ、里田まい」の方が語呂が良い、と言った事による。
あさみ、里田まい、みうな及び歴代サポートメンバーである石川梨華、藤本美貴、紺野あさ美の全員がハロー!プロジェクトのフットサルチーム「Gatas Brilhantes H.P.」の選手だった。

## 略歴
1999年
- 4月27日、オーディションに合格した戸田鈴音、柳原尋美、小林梓の3人でカントリー娘。を結成。
- 7月、インディーズより「二人の北海道」でデビュー（7月23日）の直前に柳原が北海道中札内村で交通事故死（7月16日）。
- 8月23日、小林が心労（事務所発表）により離脱。これによりカントリー娘。は戸田1人のみとなる。

2000年
- 5月、あさみが加入。同時に戸田がりんねに改名。
- 7月、初主演映画「カントリー・ガール北海道牧場物語」が公開し、主題歌「恋がステキな季節」もリリースされる。

2001年
- 4月、石川梨華（加入当時はモーニング娘。メンバー）をゲストに『初めてのハッピーバースディ!』でメジャーデビュー。

2002年
- 1月2日、里田まいが加入。
- 10月13日、りんねが舞台の勉強をするため花畑牧場で行われたファンクラブイベントで卒業。

2003年
- 1月、活動の拠点を東京に移す事を発表。これに伴いプロデュースが全面的に田中義剛からつんく♂へ移る。
- 4月27日、みうなが加入。
- 7月、『浮気なハニーパイ』からゲストが藤本美貴と紺野あさ美に替わる。
- 8月、里田がROMANS（ロマンス）に加入。
- 10月、後にGatas Brilhantes H.P.となるフットサル選抜チームに3人揃って選ばれる。
- 11月、メジャーデビュー後のクリップを集めた『カントリー娘。シングルVクリップス1』が発売される。

2006年
- 9月、SHIBUYA-AXで初の単独ライブを行う。
- 夏以降、里田の単独活動が増えた。
- 11月25日、あさみとみうなが2007年1月28日のハロー!プロジェクトのコンサートを以てカントリー娘。及びハロー!プロジェクトを卒業する事が発表される（あさみとみうなの所属事務所への脱退及び芸能界引退の意思表示は2006年春頃）。
- 12月31日、「第57回NHK紅白歌合戦」で「GAM&モーニング娘。」の出場時にBerryz工房、℃-uteと共にバックダンサーとして出演した。

2007年
- 1月28日、ハロー!プロジェクトのコンサートであさみとみうながカントリー娘。及びハロー!プロジェクトを卒業し、かつ芸能界を引退した。これによりカントリー娘。は里田1人のみのソロユニットとなったが、里田が「このグループを守りたい」という意向を示したことから、ユニットは存続していた。以降はユニットでの活動は休止状態となった。

2014年
- 2月11日、里田まいのアメリカ行きにともない、新メンバー募集が開始されたが、8月7日に該当者なしと発表。
- 11月5日、『カントリー・ガールズ』に改名。

2025年
- 3月28日、過去にリリースした全楽曲を翌29日より各サブスクリプション型（定額制）音楽ストリーミングサービスで配信開始することを発表[5]。

## オーディション
カントリー娘。は度々オーディションを行っているが、不明な点も多い。

### カントリー娘。オーディション
- 1999年3月に募集
- 応募総数：1,230名
- オーディションの模様は『アイドルをさがせ!』で放送された。
- 最終選考に9人が選ばれ、牧場での実習を行う。
- 合格者：柳原尋美、小林梓、戸田鈴音

### 追加メンバーオーディション
- オーディションの模様は、6回目を除き『アイドルをさがせ!』の他、2・4・6回目は『ハロー!モーニング。』でも募集告知のみが放送された。
- 1回目：2000年3月→合格者なし
- 2回目：2000年5月→合格者は木村麻美（あさみ）。犬ぞり大会でりんねに声を掛けられて、当時既に花畑牧場で働いていた。周囲の人に勧められてオーディションを受けたとされている。
- 3回目：2000年8月→合格者なし
- 4回目：2000年12月→合格者なし
- 5回目：2001年秋→合格者は里田舞（里田まい）。「モーニング娘。第3回追加オーディション」（4期メンバーオーディション）および「モーニング娘。LOVEオーディション21」（5期メンバーオーディション）を受けていた。
- 6回目：2003年1月→応募総数約2,000人。合格者は斎藤美海（みうな）。「モーニング娘。LOVEオーディション2002」（6期メンバーオーディション）で国民投票の3位にランクインしていた。
- 7回目：2014年2月→合格者なし
  - 応募資格→2014年4月1日現在、10歳から17歳の女子で、他の事務所に所属していない者
  - 該当者なしを受けて、当時唯一のメンバーとなっていた里田の意向もあり、「モーニング娘。'14 ＜黄金(ゴールデン)＞オーディション」（2回目の12期メンバーオーディション）の落選組とハロプロ研修生からメンバーを選出することになり、同年11月5日より、選出されたメンバーに嗣永桃子で構成されるカントリー・ガールズとして活動することになった。

## 音楽

### シングル

#### 「カントリー娘。」期
1. 二人の北海道（戸田鈴音、柳原尋美、小林梓 1999年7月23日 SPRE-002/TGDS-170）
2. 雪景色（戸田鈴音 1999年11月30日 SPRE-003/TGDS-181）
3. 北海道シャララ（戸田鈴音 2000年4月23日 SPRE-004）
4. 恋がステキな季節（りんね、あさみ 2000年7月31日 SPRE-005）

#### 「カントリー娘。に石川梨華（モーニング娘。）」期
1. 初めてのハッピーバースディ!（りんね、あさみ 2001年4月18日 EPCE-5088）
2. 恋人は心の応援団（りんね、あさみ 2001年10月17日 EPCE-5121）
3. 色っぽい女 〜SEXY BABY〜（りんね、あさみ、里田まい 2002年4月17日 EPCE-5153）
4. BYE BYE 最後の夜（あさみ、里田まい 2002年11月13日 EPCE-5181）

#### 「カントリー娘。に紺野と藤本（モーニング娘。）」期
1. 浮気なハニーパイ（あさみ、里田まい、みうな 2003年7月24日 EPCE-5219）
2. 先輩 〜LOVE AGAIN〜（あさみ、里田まい、みうな 2003年11月12日 EPCE-5243）
3. シャイニング 愛しき貴方（あさみ、里田まい、みうな 2004年8月4日 EPCE-5306）

### アルバム
1. カントリー娘。大全集①（りんね、あさみ 2001年12月12日 EPCE-5129）
  - 「カントリー娘。」期から「カントリー娘。に石川梨華（モーニング娘。）」期の里田加入前まで
2. カントリー娘。大全集②（あさみ、里田まい、みうな 2006年8月23日 EPCE-5421）
  - 「カントリー娘。」期から「カントリー娘。に紺野と藤本（モーニング娘。）」期まで

### ベストアルバム
1. カントリー娘。メガベスト（2008年12月10日）
  - 「カントリー娘。」のこれまでの全てのシングル曲を網羅

### DVD/VHS
1. カントリー娘。シングルVクリップス 1（2003年11月27日 EPBE-5099）
  - メジャーデビューの「カントリー娘。に石川梨華（モーニング娘。）」期以降の作品を収録

## 出演

### テレビ
- アイドルをさがせ!（2000年、テレビ東京系）りんねが飯田圭織と司会を務める
- どさんこワイド（ - 2002年、札幌テレビ）
- 大阪発 元気ダッシュ!DOYAH（2004年4月10日 - 2005年2月12日、NHK BS2）
- 娘DOKYU!（2005年7月6日 - 2006年9月15日、テレビ東京）

### ラジオ
- カントリー娘。の牧場だより（STVラジオ「サンデーパラダイスmu」内）
- カントリー娘。のポテトな時間（FM JAGA）
- カントリー娘。のなんまらサイコーだべ。（2003年4月6日 - 2004年3月26日、JFN「しんドル」内）
- stardigio ch.400「BLEND KISS」内コーナー「熱血!カントリー学園」（2004年6月6日 - 2005年6月26日）
- カントリー娘。のHappy Night（2006年4月6日 - 2006年9月28日、ラジオ日本）
- TBC FUNふぃーるど・モーレツモーダッシュ（2006年6月13日-15日、東北放送）
- 産地直送!カントリー娘。（2006年10月2日 - 2012年3月31日、STVラジオ）Podcastingによる本編のインターネット配信有り

### インターネット
- 第1回・第17回ハロプロビデオチャット（2005年3月11日・7月14日、ハロー!プロジェクト on フレッツ）

### 映画
- カントリー・ガール 北海道牧場物語（2000年7月）

### コンサート
- Hello! Project サマーコンサート '99（1999年8月24日 - 26日）
- Hello! Project ハッピーニューイヤー 2000（2000年1月2日 - 30日）
- モーニング娘。SPRING CONCERT TOUR 2000 Dancing Love Site（2000年3月11日 - 5月21日）
- Hello! Project 2000 集まれサマーパーティ（2000年7月15日 - 9月10日）
- Hello! Project 2001 すごいぞ! 21世紀（2001年1月2日 - 2月25日）
- モーニング娘。CONCERT TOUR 2001 “ライブレボリューション春”（2001年3月20日 - 4月15日）
- Hello! Project 2001 TOGETHER! サマーパーティー!（2001年7月14日 - 28日）
- モーニング娘。CONCERT TOUR 2001 “ライブレボリューション夏”（2001年8月4日 - 9月30日）
- モーニング娘。CONCERT TOUR 2001 “ライブレボリューション秋”（2001年10月21日 - 11月25日）
- Hello! Project 2002 〜今年もすごいぞ〜（2002年1月2日 - 2月17日）
- モーニング娘。CONCERT TOUR 2002春 “LOVE IS ALIVE!”（2002年3月30日 - 4月28日）
- Hello! Project 2002 〜ONE HAPPY SUMMER DAY〜（2002年7月13日 - 28日）
- モーニング娘。CONCERT TOUR 2002夏 “LOVE IS ALIVE!”（2002年8月3日 - 9月23日）
- モーニング娘。CONCERT TOUR 2002秋 “LOVE IS ALIVE!”（2002年10月26日 - 11月30日）
- Hello! Project 2003 Winter 〜楽しんじゃってます!〜（2003年1月2日 - 2月2日）
- モーニング娘。CONCERT TOUR 2003春 〜NON STOP!〜（2003年3月27日 - 5月5日）
- Hello! Project 2003夏 〜よっしゃ! ビックリサマー!!〜（2003年7月19日 - 27日）
- モーニング娘。CONCERT TOUR 2003 〜15人でNON STOP!〜（2003年8月16日 - 10月5日）
- Hello! Project 2004 Winter 〜C'MON! ダンスワールド〜（2004年1月3日 - 25日）
- モーニング娘。CONCERT TOUR 2004春 〜The BEST of Japan〜（2004年4月3日 - 5月2日）
- Hello! Project 2004 Summer 〜夏のドーン〜（2004年7月17日 - 8月1日）
- モーニング娘。コンサートツアー2004 『The BEST of Japan 夏〜秋'04』（2004年8月21日 - 11月21日）
- Hello! Project 2005 Winter 〜A HAPPY NEW POWER! 紅組〜（2005年1月3日 - 23日）
- Hello! Project 2005 Winter オールスターズ大乱舞 〜A HAPPY NEW POWER! 飯田圭織卒業スペシャル〜（2005年1月29日・30日）
- モーニング娘。コンサートツアーコンサートツアー2005春 〜第六感 ヒット満開!〜（2005年3月5日 - 5月7日）
- 美勇伝ファーストコンサートツアー2005春〜美勇伝説〜（2005年5月28日 - 29日 東京厚生年金会館、6月4日 大阪厚生年金会館、6月11日 名古屋市民会館）
- Hello! Project 2005 夏の歌謡ショー 〜'05 セレクション! コレクション!〜（2005年7月10日 - 24日）
- 安倍なつみ コンサートツアー 2005秋 〜24カラット〜（2005年9月18日 - 11月19日）
- Hello! Project 2006 Winter 〜エルダークラブ〜（2006年1月2日 - 22日 3都市14公演）
- Hello! Project 2006 Winter 〜全員集GO!〜（2006年1月28日・29日）
- ハロ☆プロオンステージ! 2006日本青年館公演「友情と魔法のトランプ〜スター楽屋裏物語〜」（2006年2月15日 - 19日）
- 松浦亜弥コンサートツアー2006春 『OTONA no NAMIDA』（2006年4月1日 - 6月25日）
- カントリー娘。LIVE 2006 『SHIBUYA des DATE』（2006年9月4日 SHIBUYA-AX）
- カントリー娘。LIVE 2006 『SAPPORO des DATE』（2006年10月15日 PENNY LANE 24）
- Hello! Project 2007 Winter 〜エルダークラブ The Cerebration〜（2007年1月5日 - 20日）
- Hello! Project 2007 Winter 〜集結! 10th Anniversary〜（2007年1月27日・28日）

### ミュージカル
- モーニング・タウン（2002年5月24日 - 6月24日）主演：モーニング娘。
- けん&メリーのメリケン粉オンステージ!（2003年2月5日 - 2月23日）主演：後藤真希
- 夢追物語 リアルオーディション（2004年）主演：松浦亜弥